# Here (filme)
Here é um futuro filme de drama estadunidense dirigido por Robert Zemeckis e escrito por Eric Roth e Zemeckis. É baseado na história em quadrinhos de mesmo nome de Richard McGuire. O filme é estrelado por Tom Hanks, Robin Wright, Paul Bettany e Kelly Reilly.
Here está previsto para ser lançado nos Estados Unidos em 2024, pela TriStar Pictures via Sony Pictures Releasing. O filme também reunirá Hanks e Wright, bem como Zemeckis e Roth pela primeira vez em trinta anos após o lançamento de Forrest Gump em 1994.

## Premissa
A história cobre os eventos de uma única sala e seus habitantes, desde o passado até o futuro.

## Elenco
- Tom Hanks
- Robin Wright
- Paul Bettany
- Kelly Reilly
- Leslie Zemeckis como Elizabeth Franklin
  - Lauren McQueen como a jovem Elizabeth
  - Beau Gadsdon como a adolescente Elizabeth
- Michelle Dockery
- Gwilym Lee como John Harter
- Jonathan Aris como Earl Higgins
- Albie Salter como Jimmy
  - Harry Marcus como o jovem Jimmy
- Lilly Aspell como Bethany
- Ben Wiggins
- Joel Oulette como o homem indígena
- Dannie McCallum como a mulher indígena
- Ophelia Lovibond como Stella Beekman
- Nikki Amuka-Bird como Helen Harris
- David Fynn como Leo
- Mohammed George como Winston

## Produção
Uma adaptação cinematográfica de Here de Richard McGuire foi anunciada em fevereiro de 2022. O filme é produzido pela Playtone e ImageMovers, sendo escrito por Eric Roth, dirigido por Robert Zemeckis, e estrelado por Tom Hanks. Quando o mercado cinematográfico de Cannes começou em maio, Robin Wright havia sido escalada e a Miramax se juntou como principal financiador e agente de vendas internacionais, com a Sony Pictures Releasing adquirindo os direitos de distribuição nos Estados Unidos em Cannes mais tarde. Paul Bettany e Kelly Reilly se juntaram ao elenco em setembro. Em fevereiro de 2023, Leslie Zemeckis se juntou ao elenco. Em abril, Michelle Dockery e Gwilym Lee foram adicionadas ao elenco.
A produção estava planejada para começar em setembro de 2022. Em vez disso, começou em janeiro de 2023 em Londres, com a produção ocorrendo no Pinewood Studios. O filme usa uma nova tecnologia generativa de inteligência artificial chamada Metaphysic Live para trocar de rosto e diminuir a idade dos atores em tempo real enquanto eles atuam, em vez de usar métodos adicionais de processamento de pós-produção.

## Lançamento
A Sony Pictures Releasing está agendando uma data de lançamento para 2024.